# Eloeophila angolensis
Eloeophila angolensis är en tvåvingeart som först beskrevs av Alexander 1963.  Eloeophila angolensis ingår i släktet Eloeophila och familjen småharkrankar.
Artens utbredningsområde är Angola. Inga underarter finns listade i Catalogue of Life.